# موآب (یوتا)
موآب (انگلیسی: Moab) بزرگ‌ترین شهر و مرکز شهرستان گرند در شرق یوتا در غرب ایالات متحده آمریکا است. جمعیت این شهر در سرشماری ۲۰۲۰ ایالات متحده آمریکا برابر با ۵٬۳۶۶ نفر بود. موآب به خاطر چشم‌اندازهای طبیعی تماشایی خود و نزدیکی به پارک ملی آرچز و پارک ملی کنیون‌لندز سالانه گردشگران فراوانی را جذب می‌کند. این شهر همچنین پایگاهی محبوب برای دوچرخه‌سواری کوهستان در مسیرهایی همچون مسیر اسلیک‌راک و علاقه‌مندان به خودروهای بیراهه‌نوردی به ویژه در کارزار سالانهٔ سافاری جیپ موآب است.
موآب یکی از نه پردیس منطقه‌ای دانشگاه ایالتی یوتا را در خود جای داده است.

## تاریخچه

### سال‌های نخستین
در سال ۱۸۸۰ این شهر به نام موآب نامگذاری شد. در کتاب مقدس این نام به منطقه‌ای در شرق رود اردن اشاره دارد. برخی تاریخ‌نگاران بر این باورند که ویلیام اندرو پیرس، نخستین رئیس اداره پست موآب، این نام را انتخاب کرد، زیرا معتقد بود موآب کتاب مقدس و این منطقه هر دو «سرزمین دوردست» هستند. در مقابل، برخی دیگر منشأ این نام را زبان نومیک دانسته و آن را برگرفته از واژهٔ موآپا به معنای «پشه» می‌دانند.
در سال‌های آغازین، تلاش‌هایی برای تغییر نام شهر صورت گرفت. از جمله در سال ۱۸۹۰، دادخواستی با ۵۹ امضا برای تغییر نام به «وینا» ارائه شد که ناکام ماند. همچنین تلاش دیگری برای تغییر نام به «اوودالیا» انجام گرفت که آن نیز موفقیت‌آمیز نبود.
میان سال‌های ۱۸۲۹ تا اوایل دههٔ ۱۸۵۰، منطقهٔ کنونی موآب به عنوان گذرگاهی بر رودخانه کلرادو در امتداد راه قدیمی اسپانیایی (مسیر تجاری) شناخته می‌شد. در آوریل ۱۸۵۵، مهاجران کلیسای عیسی مسیح مقدسین آخرین زمان تلاش کردند در این محل دژی به نام مأموریت کوه الک ایجاد کنند، اما به دلیل حملات مکرر بومیان، از جمله حمله‌ای در سپتامبر همان سال که منجر به کشته شدن جیمز هانت شد، این مأموریت رها گردید.
در سال ۱۸۷۸، گروهی از مهاجران به رهبری راندولف هوکادای استوارت، سکونتگاه دائمی موآب را بنیان نهادند. موآب در ۲۰ دسامبر ۱۹۰۲ به صورت رسمی به ثبت رسید.
در سال ۱۸۸۳، خط اصلی راه‌آهن دنور و ریو گراند وسترن ساخته شد که از موآب عبور نکرد، بلکه از تامپسون اسپرینگز و سیسکو در شمال آن گذشت.
علیرغم تغییر مسیرهای تجاری، پل موآب بر رودخانه کلرادو تا جنگ جهانی دوم به اندازه‌ای مهم تلقی می‌شد که تحت محافظت نظامی قرار داشت.
در سال ۱۹۴۳، یک اردوگاه سابق سپاه غیرنظامی حفاظت در خارج از موآب به‌عنوان بازداشتگاه دسته‌جمعی آمریکایی‌های ژاپنی‌تبار برای زندانی کردن ژاپنی‌آمریکایی‌ها که از سوی مقامات اداره انتقال جنگ به‌عنوان «آشوبگر» شناخته شده بودند، مورد استفاده قرار گرفت. این اداره نهاد دولتی مسئول نظارت بر برنامهٔ بازداشت زمان جنگ بود. مرکز انزوای موآب برای ژاپنی‌های آمریکایی «نافرمان» در پاسخ به مقاومت فزاینده علیه سیاست‌های اداره انتقال جنگ در داخل اردوگاه‌ها ایجاد شد؛ درگیری دسامبر ۱۹۴۲ میان نگهبانان و زندانیان در منزنار که به کشته شدن دو نفر و زخمی شدن ده نفر انجامید، انگیزهٔ نهایی این اقدام بود.
در ۱۱ ژانویهٔ ۱۹۴۳، شانزده مرد که اعتراضات دو روزه را آغاز کرده بودند، از زندان‌های شهری بدون تفهیم اتهام یا دسترسی به دادرسی به موآب منتقل شدند. از آنجا که اردوگاه سپاه غیرنظامی حفاظت تنها پانزده ماه پیش تعطیل شده بود، تمامی ۱۸ سازهٔ نظامی آن در وضعیت خوبی قرار داشت و با کمترین بازسازی به کاربری جدید اختصاص یافت. ۱۵۰ پلیس نظامی از اردوگاه حفاظت می‌کردند و مدیریت آن برعهدهٔ ریموند بست و رئیس امنیت فرانسیس فردریک بود.
در ۱۸ فوریه، سیزده زندانی از مرکز بازداشت گیلار ریور در آریزونا به موآب منتقل شدند و شش روز بعد، ده نفر دیگر از منزنار رسیدند. در ۲ آوریل نیز پانزده زندانی دیگر از اردوگاه تولی لیک به موآب منتقل شدند. بیشتر این تازه‌واردان به دلیل مقاومت در برابر تلاش‌های اداره انتقال جنگ برای بازداشت دسته‌جمعی ژاپنی آمریکایی‌ها به انزوا فرستاده شده بودند، چراکه توضیح کافی دربارهٔ چگونگی و دلایل ارزیابی زندانیان ارائه نشده بود و این امر باعث سردرگمی و خشم آنان شده بود.
مرکز انزوای موآب تا ۲۷ آوریل فعال بود و سپس بیشتر زندانیان آن به مرکز بزرگ‌تر و امن‌تر لاپ، آریزونا منتقل شدند. پنج مردی که به دلیل اعتراض به شرایط موآب در زندان شهرستان گرند محبوس شده بودند، در یک جعبهٔ پنج در شش فوتی در پشت یک کامیون به لاپ فرستاده شدند. این انتقال جداگانه به ابتکار فرانسیس فردریک انجام شد که احکام زندان آنان را نیز صادر کرده بود و با استفاده از قانونی که بعداً لغو شد، آنان را به «تجمع غیرقانونی» متهم کرده بود.
در سال ۱۹۹۴، «اردوگاه دالتون ولز/مرکز انتقال موآب» در فهرست ملی اماکن تاریخی آمریکا ثبت شد. اگرچه در محل اردوگاه هیچ نشانی وجود ندارد، یک پلاک اطلاعاتی در ورودی فعلی سایت و یک عکس در موزه دن اولاری در موآب به این مرکز انزوا اشاره دارند.

### سال‌های بعد
اقتصاد موآب در آغاز بر پایهٔ کشاورزی استوار بود، اما به‌تدریج به‌سوی معدن‌کاری تغییر جهت داد. اورانیوم و وانادیم در دهه‌های ۱۹۱۰ و ۱۹۲۰ در این منطقه کشف شدند. پس از آن، پتاس و منگنز و سپس نفت و گاز نیز در این منطقه کشف شدند. در دههٔ ۱۹۵۰، پس از آنکه زمین‌شناس چارلز استین یک معدن غنی اورانیوم در جنوب موآب کشف کرد، این شهر به «پایتخت اورانیوم جهان» مشهور شد. این کشف هم‌زمان با آغاز دوران جنگ‌افزارهای هسته‌ای و انرژی هسته‌ای در ایالات متحده بود و سال‌های رونق موآب آغاز شد.
در سال‌های بعد، جمعیت شهر تقریباً ۵۰۰ درصد افزایش یافت و به حدود ۶٬۰۰۰ نفر رسید. این رشد سریع منجر به ساخت گستردهٔ خانه و مدرسه شد. چارلز استین بخش بزرگی از دارایی و زمین‌های خود را برای احداث خانه‌ها و کلیساهای جدید در موآب اهدا کرد.
با پایان یافتن جنگ سرد، رونق اورانیوم موآب نیز به پایان رسید و جمعیت شهر به شدت کاهش یافت. در اوایل دههٔ ۱۹۸۰، بسیاری از خانه‌ها خالی ماندند و تقریباً تمام معادن اورانیوم تعطیل شدند.
در سال ۱۹۴۹، جان فورد، کارگردان فیلم‌های وسترن، برای فیلمبرداری ارابه پیشتاز به استفاده از مناطق اطراف موآب ترغیب شد. پیش از آن، فورد در سال ۱۹۳۹ فیلم دلیجان را در منطقهٔ مانیومنت ولی در نزدیکی مکزیکن هت، یوتا جنوب موآب فیلمبرداری کرده بود. یک دامدار محلی به نام جورج وایت فورد را به بازدید از موآب دعوت کرد.
کمیسیون فیلم موآب به‌عنوان دپارتمانی از شهر موآب اداره می‌شود و عنوان قدیمی‌ترین کمیسیون فیلم فعال در جهان را دارد. این کمیسیون در سال ۱۹۴۹ تأسیس شد. و تاکنون بر تولید بسیاری از فیلم‌هایی که در نزدیکی موآب ساخته شده‌اند نظارت داشته است.

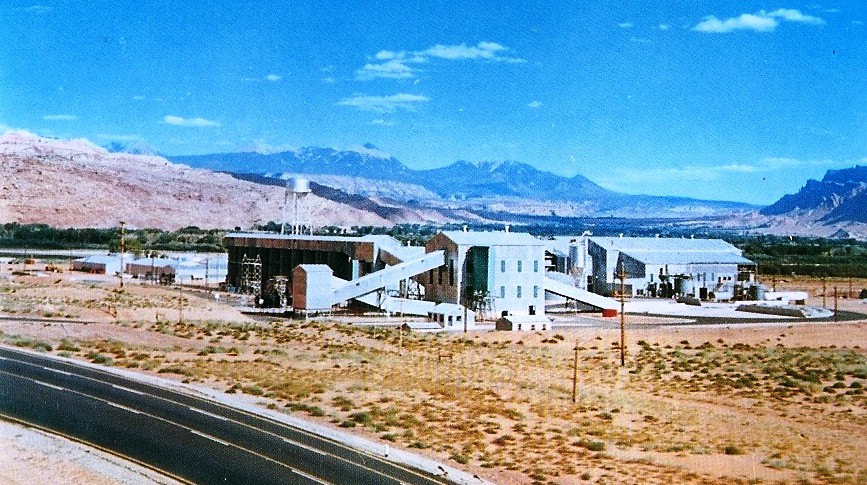
شرکت ۱۱ میلیون دلاری کاهش اورانیوم چارلی استین که بعدها به آسیاب اورانیوم اطلس تبدیل شد
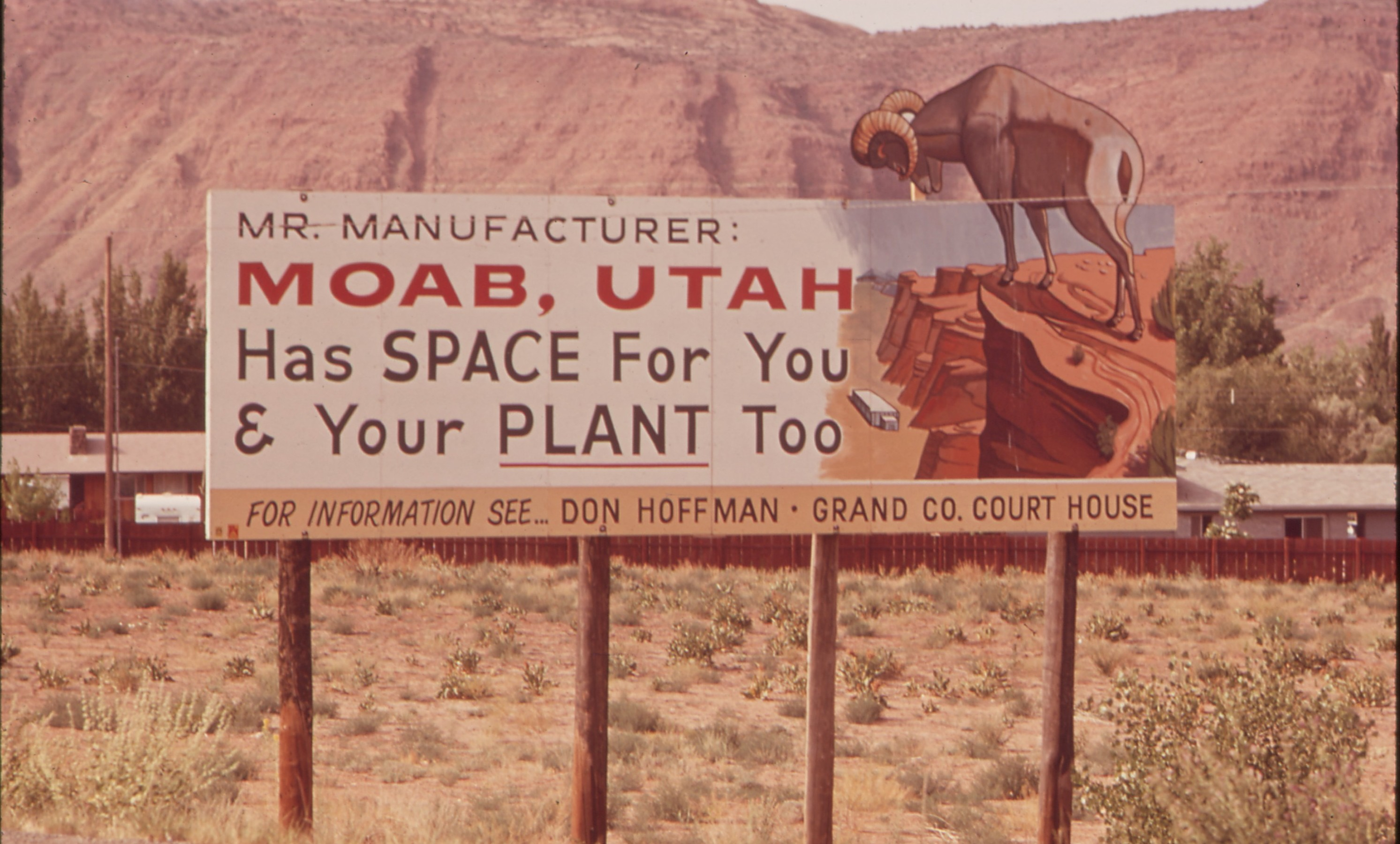
تابلوی تبلیغاتی حمایت‌شده توسط شهرستان برای ترویج تولیدات صنعتی در موآب در اوایل دههٔ ۱۹۷۰
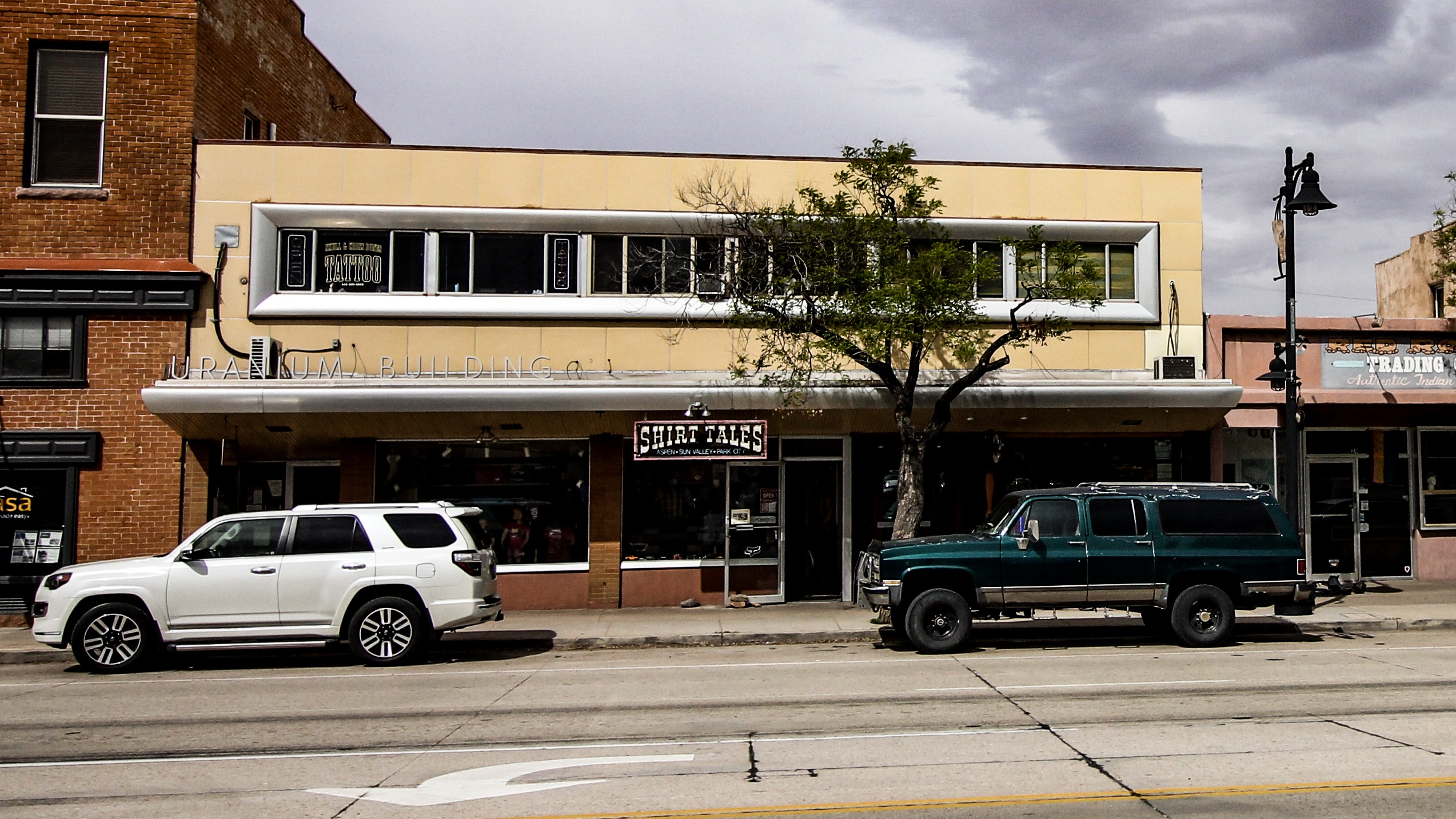
نمای تاریخی ساختمان اورانیوم، ۲۰۱۹
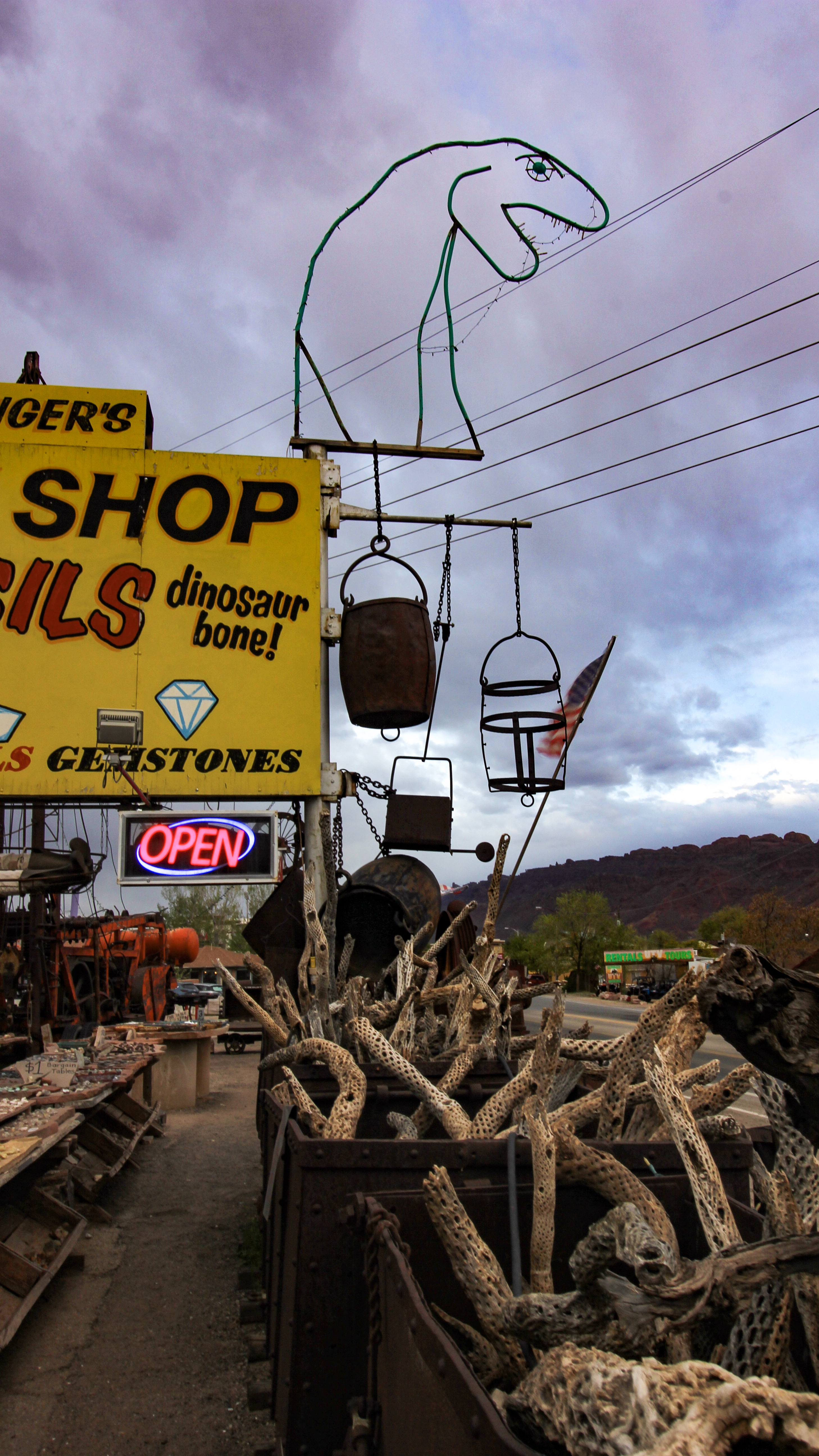
فروشگاه سنگ عجیب لین آتینگر، ۲۰۱۹

## رویدادهای فرهنگی
موآب میزبان چندین رویداد و جشنوارهٔ فرهنگی از جمله جشنوارهٔ موسیقی موآب، جشنوارهٔ افتخار دگرباشان، جشنوارهٔ موسیقی فولک، جشنوارهٔ اسکینی تایر و رویدادهای دیگر است. جشنوارهٔ سالانهٔ موسیقی در ماه سپتامبر برگزار می‌شود و در سال ۱۹۹۲ توسط چند موسیقیدان اهل نیویورک بنیان گذاشته شد.
جشنوارهٔ موسیقی فولک موآب در ماه نوامبر برگزار می‌شود و کنسرت‌هایی با حضور هنرمندان متعدد این سبک برگزار می‌کند. از سال ۲۰۱۱ موآب میزبان جشنوارهٔ افتخار ال‌جی‌بی‌تی شده است.
جشنوارهٔ نخست با راهپیمایی موسوم به «رژهٔ دیده‌شدن» آغاز شد که بیش از ۳۵۰ شرکت‌کننده داشت و سال بعد با بیش از ۶۰۰ شرکت‌کننده برگزار شد.
جشنوارهٔ اسکینی تایر، یک جشنوارهٔ دوچرخه‌سواری جاده‌ای، هر سال در ماه مارس برگزار می‌شود و درآمد حاصل از آن صرف تحقیق و پشتیبانی از بازماندگان سرطان می‌شود.
علاوه بر این، موآب رویداد «گردش هنری موآب» را در مکان‌های مختلف در طول سال برگزار می‌کند که آثار هنرمندان محلی را معرفی می‌کند.

## جغرافیا
شهر موآب درست در جنوب رودخانه کلرادو و در ارتفاع ۴٬۰۲۵ فوت (۱٬۲۲۷ متر) بر روی فلات کلرادو قرار دارد. این شهر ۱۸ مایل (۲۹ کیلومتر) با مرز ایالت‌های یوتا و کلرادو فاصله دارد. از طریق بزرگراه ۱۹۱ آمریکا، موآب در ۳۱ مایلی (۵۰ کیلومتری) جنوب بزرگراه میان‌ایالتی ۷۰ در کرِسنت جانکشن و در ۵۴ مایلی (۸۷ کیلومتری) شمال مانتیسلو، یوتا واقع شده است. همچنین از طریق مسیر ۱۲۸ ایالت یوتا، موآب ۴۶ مایل (۷۴ کیلومتر) جنوب غرب سیسکو، یوتا قرار دارد. ورودی پارک ملی آرچز حدود ۴ مایل (۶ کیلومتر) شمال موآب در امتداد بزرگراه ۱۹۱ قرار گرفته است. گذرگاه هورا در مسیر بین موآب و چیکن کورنرز قرار دارد.
مسیر مسیر کوکوپلی، یک مسیر ۱۴۲ مایلی دوچرخه‌سواری کوهستان که از نزدیکی لوما، کلرادو آغاز می‌شود، در موآب به پایان می‌رسد.
بر اساس داده‌های اداره سرشماری ایالات متحده آمریکا، مساحت کلی شهر موآب ۱۲ کیلومتر مربع (۴٫۸ مایل مربع) است که تمام آن خشکی است.

## آب‌وهوا
موآب دارای آب‌وهوایی نیمه‌خشک با گرایش به بیابانی (بر پایه سامانه طبقه‌بندی اقلیمی کوپن BSk) است. این اقلیم با تابستان‌های گرم و زمستان‌های نسبتاً سرد مشخص می‌شود و بارش در طول سال تقریباً به‌طور یکنواخت توزیع شده است (معمولاً کمتر از یک اینچ در ماه). به‌طور میانگین، سالانه ۴۱ روز دمای هوا به ۱۰۰ درجه فارنهایت (۳۸ درجه سانتیگراد) یا بالاتر می‌رسد، ۱۰۹ روز دمای ۹۰ درجه فارنهایت (۳۲ درجه سانتیگراد) یا بالاتر دارد، و در هر زمستان به‌طور میانگین ۳٫۶ روز دمای هوا در صفر درجه یا پایین‌تر باقی می‌ماند.
بالاترین دمای ثبت‌شده در موآب ۱۱۴ درجه فارنهایت (۴۶ درجه سانتیگراد) در ۷ ژوئیه ۱۹۸۹ و پایین‌ترین دما منفی ۲۴ درجه فارنهایت (منفی ۳۱ درجه سانتیگراد) در ۲۲ ژانویه ۱۹۳۰ بوده است.
میانگین بارش سالانه در موآب ۹٫۰۲ اینچ (۲۲۹ میلی‌متر) است. به‌طور میانگین در سال ۵۵ روز بارش قابل اندازه‌گیری ثبت می‌شود. پرباران‌ترین سال ثبت‌شده ۱۹۸۳ با ۱۶٫۴۲ اینچ (۴۱۷ میلی‌متر) و خشک‌ترین سال ۱۸۹۸ با ۴٫۳۲ اینچ (۱۱۰ میلی‌متر) بارندگی بوده است. بیشترین بارش ثبت‌شده در یک ماه، ۶٫۶۳ اینچ (۱۶۸ میلی‌متر) در ژوئیهٔ ۱۹۱۸ و بیشترین بارش در ۲۴ ساعت، ۲٫۷۷ اینچ (۷۰ میلی‌متر) در ۲۳ ژوئیهٔ ۱۹۸۳ ثبت شده است.
میانگین بارش برف سالانه بین سال‌های ۱۹۸۱ تا ۲۰۱۱ برابر با ۶٫۹ اینچ (۱۸ سانتی‌متر) بوده است. بیشترین میزان برف ثبت‌شده در یک فصل، ۷۴ اینچ (۱۹۰ سانتی‌متر) در سال ۱۹۱۴–۱۹۱۵ بود و برفی‌ترین ماه دسامبر بود که در سال ۱۹۱۵، ۴۶ اینچ (۱۱۷ سانتی‌متر) برف بارید.

## جمعیت‌شناسی
بر اساس سرشماری سال ۲۰۰۰ میلادی، جمعیت موآب ۴٬۷۷۹ نفر بود که در ۱٬۹۳۶ خانوار و ۱٬۱۶۹ خانواده سکونت داشتند. تراکم جمعیت برابر با ۱٬۳۱۳٫۱ نفر در هر مایل مربع (۵۰۶٫۹ نفر در هر کیلومتر مربع) بود. در شهر ۲٬۱۴۸ واحد مسکونی وجود داشت که میانگین تراکم آن‌ها ۵۹۰٫۲ واحد در هر مایل مربع (۲۲۷٫۸ واحد در هر کیلومتر مربع) بود.
ترکیب نژادی شهر به این ترتیب بود: ۹۰٫۳۵٪ سفیدپوست، ۵٫۴۶٪ بومی آمریکایی، ۰٫۳۶٪ آفریقایی-آمریکایی، ۰٫۲۹٪ آسیایی، ۰٫۰۸٪ جزایر اقیانوس آرام، ۱٫۸۸٪ از سایر نژادها و ۱٫۵۷٪ از دو یا چند نژاد. ۶٫۴۴٪ از جمعیت را هیسپانیک یا لاتین‌تبار از هر نژادی تشکیل می‌دادند.
از ۱٬۹۳۶ خانوار، ۳۰٫۵٪ دارای فرزندان زیر ۱۸ سال بودند، ۴۴٫۴٪ زوج‌های متأهل باهم زندگی می‌کردند، ۱۲٫۳٪ سرپرست خانوار زن بدون حضور شوهر، و ۳۹٫۶٪ غیرخانواده بودند. ۳۱٫۳٪ از کل خانوارها از افراد مجرد تشکیل شده بود و ۱۱٫۴٪ از خانوارها شامل فردی ۶۵ ساله یا مسن‌تر بودند که به تنهایی زندگی می‌کرد.
میانگین اندازهٔ خانوار ۲٫۴۳ نفر و میانگین اندازهٔ خانواده ۳٫۱۰ نفر بود. ساختار سنی جمعیت به این صورت بود: ۲۷٫۶٪ زیر ۱۸ سال، ۸٫۷٪ بین ۱۸ تا ۲۴ سال، ۲۸٫۵٪ بین ۲۵ تا ۴۴ سال، ۲۱٫۶٪ بین ۴۵ تا ۶۴ سال و ۱۳٫۶٪ ۶۵ ساله یا مسن‌تر. میانگین سن ۳۶ سال بود. در مقابل هر ۱۰۰ زن، ۹۵٫۱ مرد وجود داشت و برای هر ۱۰۰ زن بالای ۱۸ سال، ۹۲٫۷ مرد.
میانگین درآمد خانوار در شهر ۳۲٬۶۲۰ دلار و میانگین درآمد خانواده ۳۸٬۲۱۴ دلار بود. مردان به‌طور میانگین ۳۵٬۲۹۱ دلار و زنان ۲۱٬۳۳۹ دلار درآمد داشتند. درآمد سرانه در شهر ۱۶٬۲۲۸ دلار بود.
حدود ۱۲٫۰٪ از خانواده‌ها و ۱۵٫۷٪ از جمعیت زیر خط فقر زندگی می‌کردند، که شامل ۱۹٫۱٪ از افراد زیر ۱۸ سال و ۱۰٫۵٪ از افراد ۶۵ سال به بالا می‌شد.

## در رسانه
- فیلم‌ها
  - فیلم‌هایی که در منطقهٔ موآب فیلمبرداری شده‌اند، شامل موارد زیر هستند:
    - ارباب ارابه‌ها (۱۹۵۰)
    - ریو گرانده (۱۹۵۰)
    - وارلاک (۱۹۵۸)
    - محو شدن (۱۹۶۴)
    - محو شدن (۱۹۶۸)
    - کابوس در ظهر (۱۹۸۸)
    - غروب آفتاب: عقب‌نشینی خون‌آشام (۱۹۸۸)
    - ایندیانا جونز و آخرین جنگ صلیبی (۱۹۸۹)
    - جک برق‌آسا (۱۹۹۴)
    - سواران مریم بنفش (۱۹۹۶)
    - مرد موشکی (۱۹۹۷)
    - انهدام (۱۹۹۷)
    - جان کارتر (۲۰۱۲)
- کتاب‌ها
  - کتاب‌هایی که بخشی از داستان آن‌ها در موآب می‌گذرد، عبارت‌اند از:
    - سقوط؛ یا، داج در جهنم (۲۰۱۹)
    - بازی یک‌نفرهٔ صحرا (۱۹۶۸)
    - دانشمند موآب (۲۰۱۱)
    - مردی که از پول دست کشید (۲۰۱۲)